# 훙커우구

훙커우 구의 위치

훙커우구(한국어: 홍구구, 중국어: 虹口区, 병음: Hóngkǒu Qū)는 중화인민공화국 상하이시에 위치한 시할구이다. 넓이는 23km2이고, 인구는 2007년 기준으로 790,000명이다.

## 지리
훙커우 구는 상하이 시 중심에서 북쪽에 위치하며, 동쪽으로는 양푸 구(楊浦区)와 서쪽으로 자베이 구(閘北区), 남쪽으로 황푸 구(黄浦区)가 있고, 북쪽으로 바오산 구(宝山区)와가 있다.
연평균 기온은 15.7°C이고 연평균 강수량은 1143mm이다.

## 역사
청대까지는 바오션 현과 상하이 현으로 분할되어 있었다. 1848년(도광 28년)에 남부가 미국 조계로 지정되었다. 1945년에 훙커우 구가 설치되어 현재에 이른다.

## 교통
바오산루 역(宝山路站)은 3호선과 4호선의 환승역이며, 역을 공동으로 사용한다. 훙커우 경기장은 3호선과 8호선의 환승역이다. 3호선은 고가역이며, 4호선 바오산루 역 이외에 모두 지하 역이다. 8호선은 모두 지하 역이다.
- 3호선: 바오산루 역(宝山路)-东宝兴路-虹口足球场-赤峰路-大柏樹-江湾鎭
- 4호선: 바오산루 역(宝山路)-海伦路-临平路-大连路-杨树浦路
- 8호선: 훙커우 축구장역(虹口足球场)-曲阳路-四平路

## 행정 구역
하부에 10개의 가도를 관할한다.
- 가도
  - 乍浦路街道、新港路街道、欧阳路街道、曲阳路街道、广中路街道、嘉兴路街道、凉城新村街道、四川北路街道、提篮桥街道、江湾镇街道。

## 주변
- 루쉰 공원
- 루쉰 기념관
- 상하이 훙커우 축구장